# راشد بالله
الراشد بالله (نام کامل وی: أبو جعفر المنصور الراشد بالله ابن المسترشد بالله) از خلفای عباسی در بغداد بود که از ۱۱۳۵ تا ۱۱۳۶ میلادی برابر با ۵۲۹ تا ۵۳۰ هجری قمری فرمان می‌راند. وی سی‌اُمین خلیفه عباسی بود که همان رویه پدرش را پیش گرفت و به جنگ و ستیز با سلاطین سلجوقی پرداخت و سرانجام چون توان مقابله با سَلاجقه را نداشت از ایشان شکست خورد و پس از ۹ ماه خلافت از این منصب خلع گردید و سرگردان شد.

## حکومت
مانند پدرش، ابومنصور فضل مسترشد، الراشد در تلاشهایش برای استقلال از ترکان سلجوقی شکست خورد؛ وی به انتقام قتل پدرش، به فرستاده سلطان که به قصد تقاضای بخشش بسیاری آمده بود، اهانت کرد، مردم را به تاراج قصرش برانگیخت، و بعد به حمایت زنگی، که به همان اندازه به خاطر اعدام دبیس با سلطان دشمن بود، سلطنتی رقیب پدیدآورد. بغداد از حمله سلطان در امان ماند، اما در نهایت، خلیفه ناامید از یاری، به موصل گریخت، و سلطان قدرت بیشتری به دست آورد. شورایی تشکیل شد، عموی راشد، پسر ابوالعباس احمد مستظهر به عنوان خلیفه جدید برگزیده شد.

## ترور توسط گروه حسن صباح
پس از اینکه سلطان محمود سلجوقی به بغداد رفت، راشد به اصفهان گریخت و در محاصره اصفهان در روز سه‌شنبه ۲۵ رمضان ۵۳۲ هجری به دست حشاشین کشته شد. مقبره او در نزدیکی پل شهرستان واقع شده‌است. ۳۲°۳۷′۴۷٫۰۲″ شمالی ۵۱°۴۳′۵٫۴۳″ شرقی / ۳۲٫۶۲۹۷۲۷۸°شمالی ۵۱٫۷۱۸۱۷۵۰°شرقی

## مقبره
در شمال غربی پل شهرستان، بنای کوچک و آجری است که در سال 1316 بوسیله افتخار‌الدوله و در سال 1331 بوسیله اداره باستان‌شناسی تعمیر شده است. در وسط گنبد دو قبر است که بر روی آنها ضریحی از چوب نصب شده و به نام امامزاده شاهزاده حسین (حسین‌ ین زید بن حسن بن علی) و دیگری شاهزاده ابراهیم است و قبر الراشد بالله خلیفه عباسی نیز در اینجاست. این بقعه که با ساختمان گنبد خاکی مسجد جامع هم‌عصر می‌باشد دارای کتیبه‌ای است از آیات قرآنی و به خط کوفی که بر دور بقعه گچ‌بری شده است.